# Gelasma bifasciata
Gelasma bifasciata är en fjärilsart som beskrevs av Walker 1863. Gelasma bifasciata ingår i släktet Gelasma och familjen mätare. Inga underarter finns listade i Catalogue of Life.